# Эдомитский язык
Эдомитский язык — мёртвый язык из семьи семитских языков, на котором говорил древний ближневосточный народ идумеев (эдомитов). Существовал в I тысячелетии до нашей эры.

## Изучение
Существует очень мало памятников эдомитского языка. Первоначально для его записи использовалось древнеханаанейское письмо, но в VI веке до н. э. идумеи перешли на арамейское.
Эдомитский язык был во многом схож с моавитским.